# Eline de Zeeuw
Eline de Zeeuw (Nagele, 14 juni 1992) is een Nederlands (sport)presentator en verslaggever bij NOS Studio Sport.

## Carrière
Eline de Zeeuw studeerde aan de Rijksuniversiteit van Groningen. Daar studeerde ze geschiedenis. Al op jonge leeftijd raakte ze geïnteresseerd in sport en wilde ze sportverslaggever worden. Daarnaast wilde De Zeeuw in haar jeugdjaren ook correspondent van de Verenigde Staten worden. Ze liep mee bij NOS Bureau Washington, maar besloot toch voor een carrière als sportverslaggeefster te gaan. De Zeeuw voltooide haar opleiding met het masterprogramma Journalistiek. Voor haar afstudeerscriptie won ze de Villamedia Afstudeerprijs 2017.
In 2019 reageert De Zeeuw op een vacature van de NOS en gaat aan de slag als redacteur. Later wordt ze verslaggeefster bij NOS Langs de Lijn op NPO Radio 1. Haar eerste wedstrijd is die tussen Denemarken en Finland op het EK 2020, het duel waarin de Deen Christian Eriksen een hartstilstand kreeg. Naast voetbal is De Zeeuw bij veel andere sportevenementen aanwezig als verslaggever.
In januari 2024 wordt bekend dat De Zeeuw presentator wordt van NOS Studio Sport. Ze dient als aanvulling op het presentatorenteam bestaande uit Gert van 't Hof, Henry Schut, Rivkah op het Veld, Sjoerd van Ramshorst en Jeroen Stomphorst. Tijdens het EK 2024 neemt ze de presentatie op zich van de wedstrijden die om 15.00 uur beginnen. Haar eerste wedstrijd presenteerde De Zeeuw op 15 juni 2024 tussen Hongarije en Zwitserland. Al eerder was de Nagelse te zien tijdens het sportnieuws van het NOS Journaal.